# František Roith

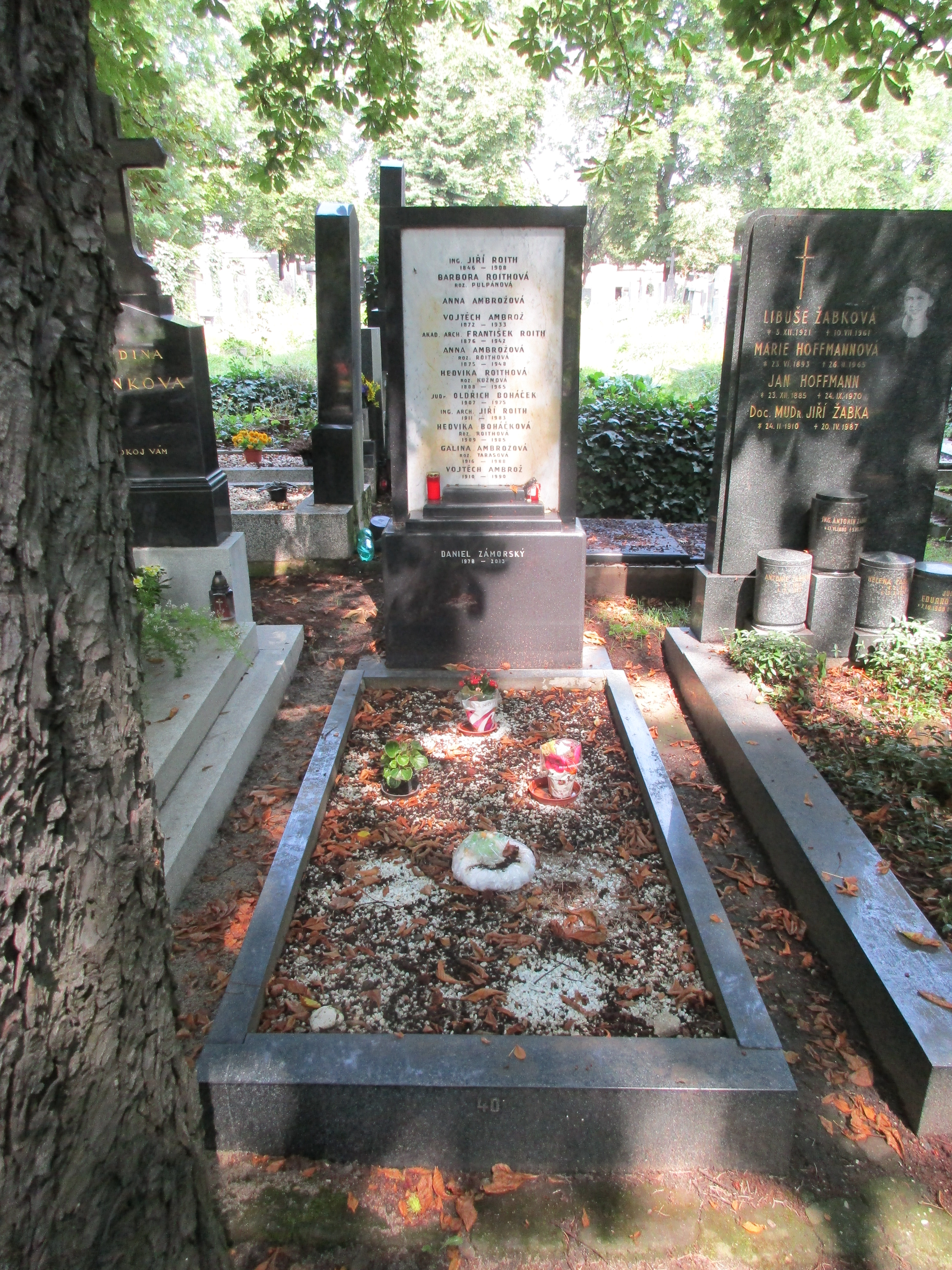
Hrob arch. Františka Roitha, Hřbitov Vinohrady

František Roith (16. červenec 1876, Pardubice-Zelené Předměstí – 5. září 1942, Voznice) byl český architekt, představitel tzv. oficiální pražské architektury v monumentálně akademickém duchu.

## Život
František Roith se narodil v roce 1876 v Pardubicích, v rodině nižšího železničního úředníka (asistenta) Jiřího Roitha. Františkovým dědečkem z matčiny strany byl Václav Půlpán, bouřlivák a říšský poslanec z let 1848 a 1849, který se v pozdějších letech angažoval jako horlivý vlastenec.
Rodiče dopřáli Františkovi studium na pardubické reálce a po maturitě (1894) se mohl přihlásit ke studiu na České škole technické v Praze, kde zřejmě využil zázemí a přízně příbuzných z otcovy strany (dědeček Jiří Roith měl v Praze truhlářskou dílnu). Při studiu na české technice se František začal hlouběji zajímat o architekturu, a protože jej přitahovala osobnost respektovaného architekta Josefa Zítka, který tehdy učil v Praze na německé technice (Zemský polytechnický ústav), studoval současně i tuto školu.
Zřejmě na Zítkovo doporučení potom odjel do Vídně a přihlásil se na vídeňskou akademii. Tam jej silně ovlivnil věhlasný rakouský architekt, urbanista a teoretik architektury Otto Wagner a Roith se stal jeho žákem.
Samostatně začal pracovat od roku 1907, kdy navrhl své první budovy. Zpočátku to byly obytné vily v Černošicích, v Praze na Ořechovce, v Jílovišti i v Olomouci. Také se podílel na některých technických stavbách – např. na sklopném jezu Hadík u Mělníka (1910) nebo v Nymburku na mostu přes Labe (1912–1913) a vodní elektrárně (1914–1923).
Po první světové válce se stal představitelem tzv. oficiální pražské architektury v monumentálně akademickém duchu. Charakteristickým rysem jeho staveb jsou promyšlené půdorysy bez zbytných prostor, jednoduchá architektura, účelnost, střízlivost, noblesnost a kvalita, blokovost. Na fasádách měl rád obklady a členění budov pilastry. Nevyhýbal se moderním materiálům (železobeton, sklobetonové klenby - pasáž ČNB). Typická je pro něj spolupráce s výtvarníky.
Navrhl například budovu ministerstva financí (1926–1934) na Malé Straně či ministerstva zemědělství na Těšnově (1925–1932). Dále je autorem budovy Společenského domu v lázních Luhačovice nebo Poštovního šekového úřadu na Václavském náměstí (1926–1931, nyní Komerční banka), budovy Městské knihovny na Mariánském náměstí (1925–1928), jež byla ve své době jednou z nejmodernějších v Evropě a v jejíchž interiérech se objevují prvky art deca, a budovy tehdejší Živnostenské banky nedaleko náměstí Republiky, kde je dnes sídlo ústředí ČNB (1935–1942). V roce 1930 adaptoval areál továrny na výrobu žárovek Elektra v Hloubětíně.
S architektem Bohumilem Hübschmannem (Hypšmanem) spolupracoval na návrhu budovy nemocenské pojišťovny v Lannově ulici na pražském Novém městě. V Brně projektoval Dům ředitelství pošt a telegrafů, v Pardubicích Městské spořitelny.
František Roith zemřel v roce 1942 ve Voznici u Dobříše. Pochovaný je na pražském Vinohradském hřbitově.
Je po něm pojmenována jedna z nových pražských ulic – Roithova v Šeberově.

## Galerie

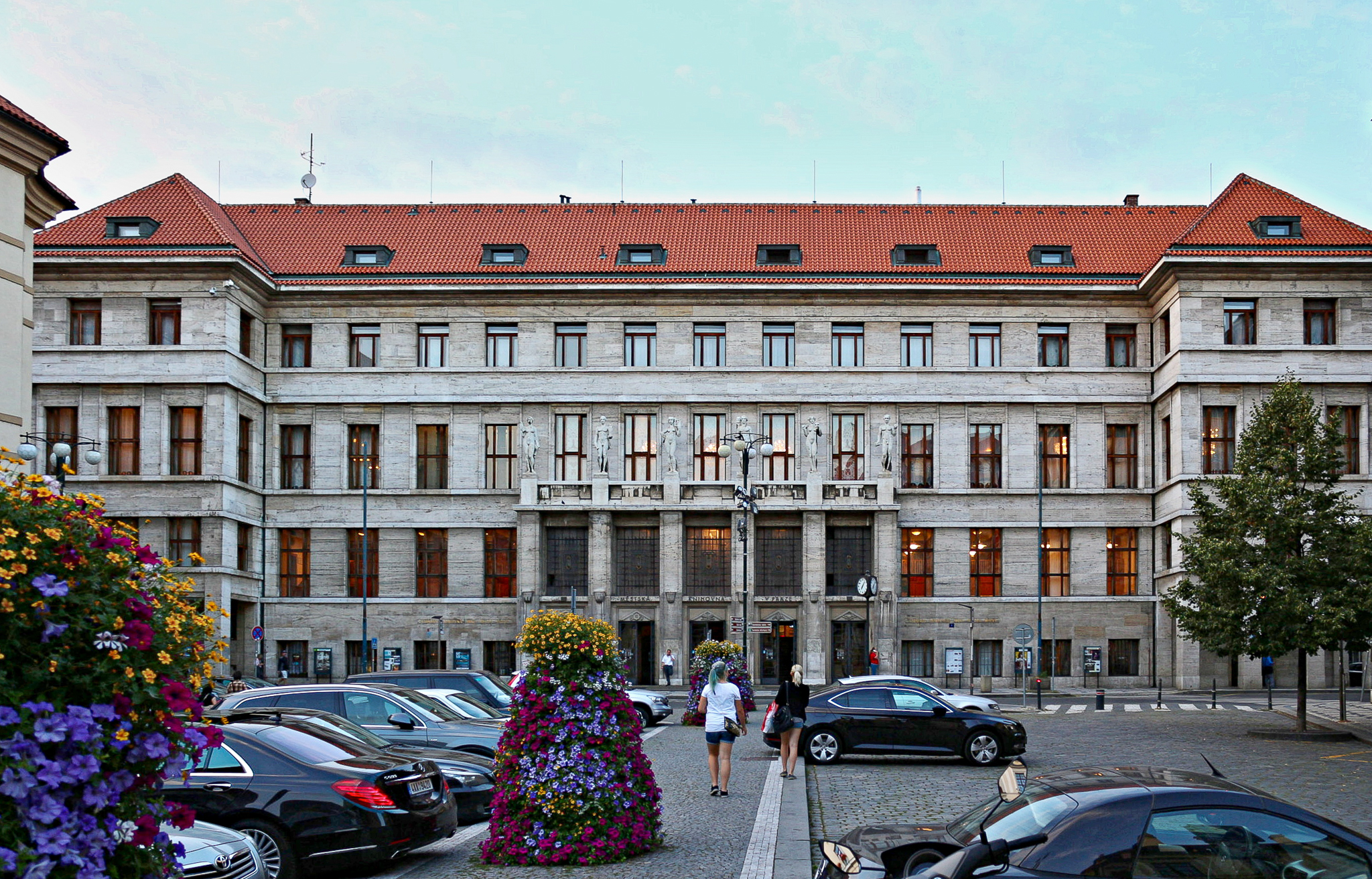
Městská knihovna na Mariánském náměstí
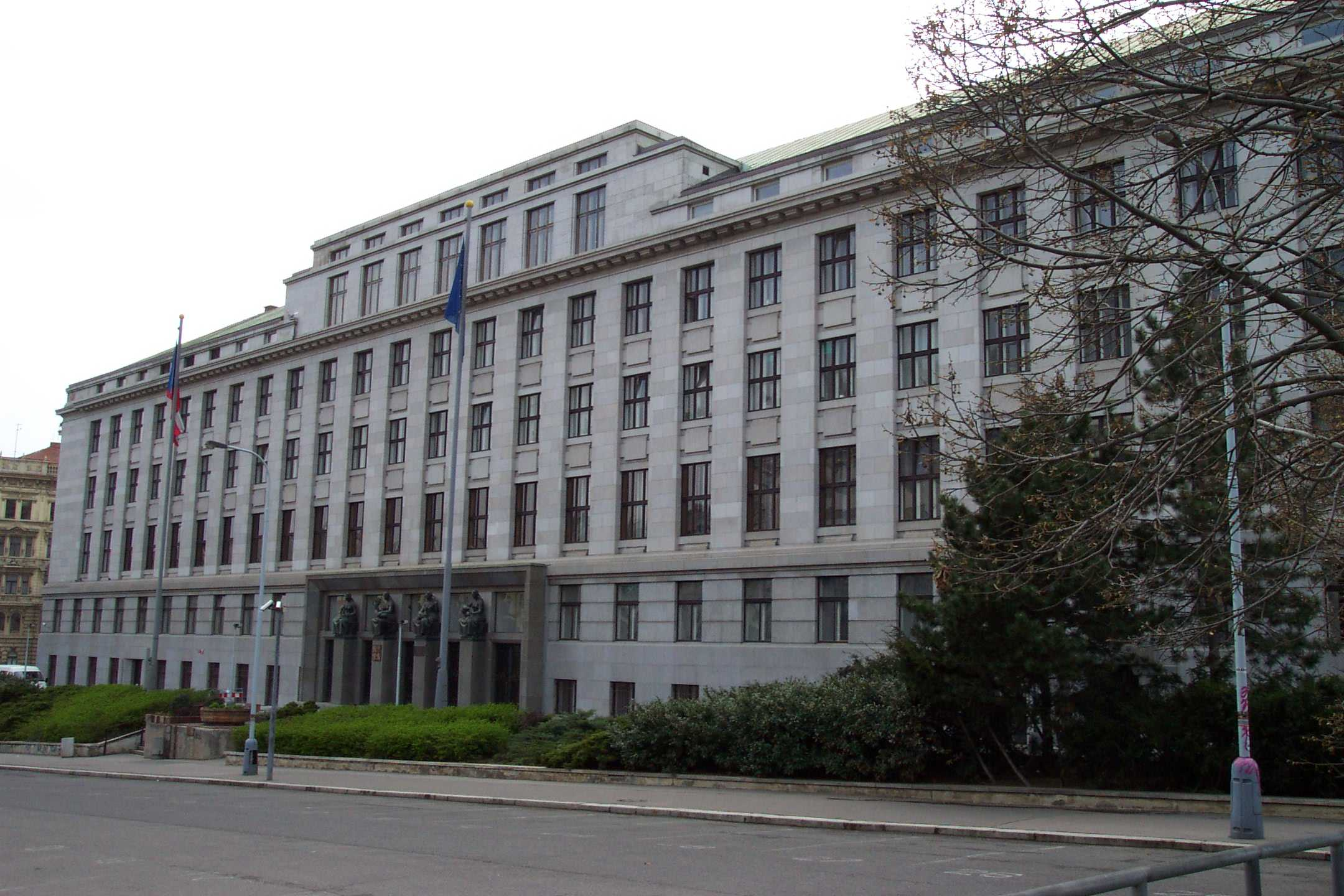
Ministerstvo zemědělství
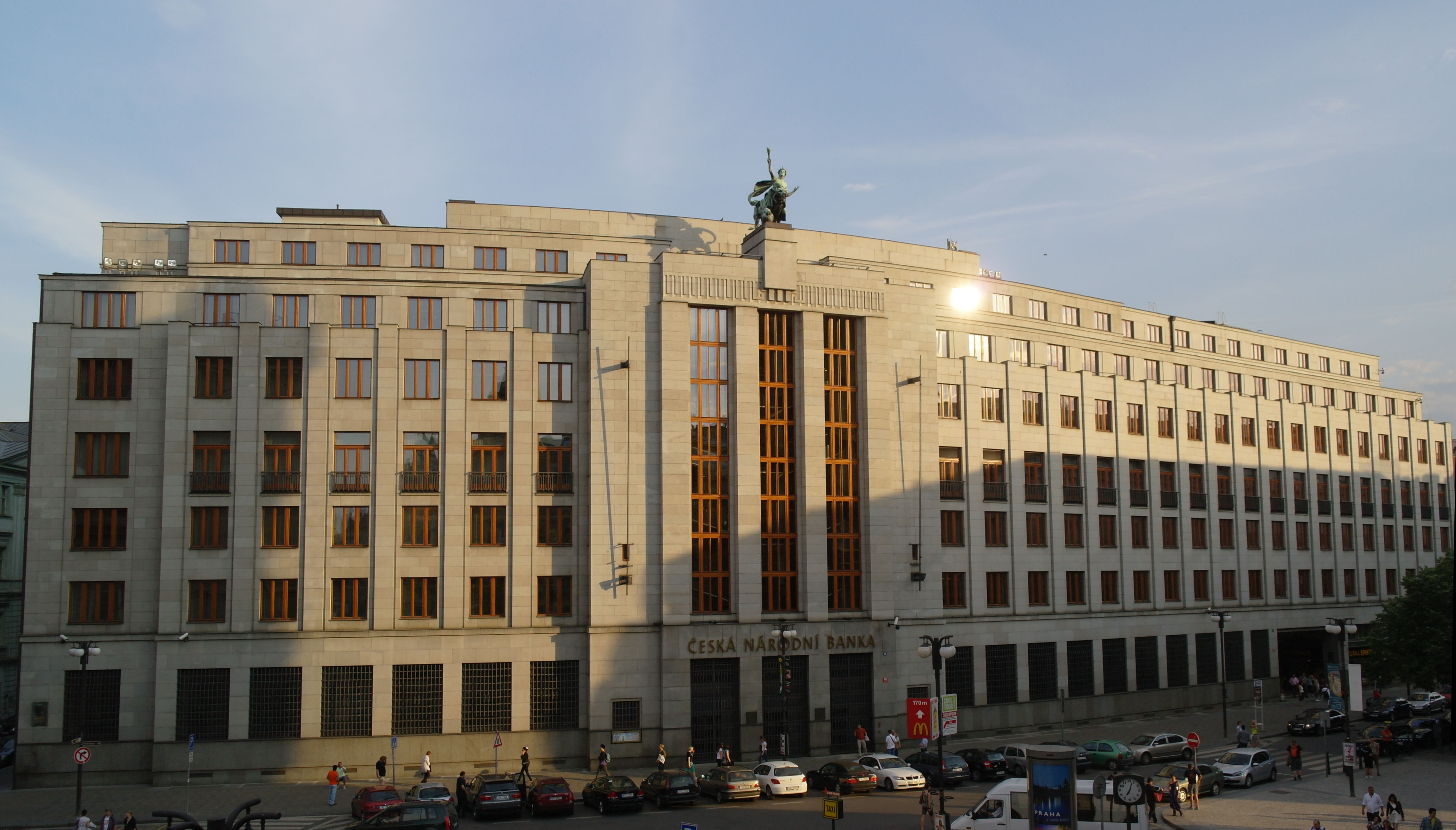
Budova České národní banky (někdejší Živnostenská banka)
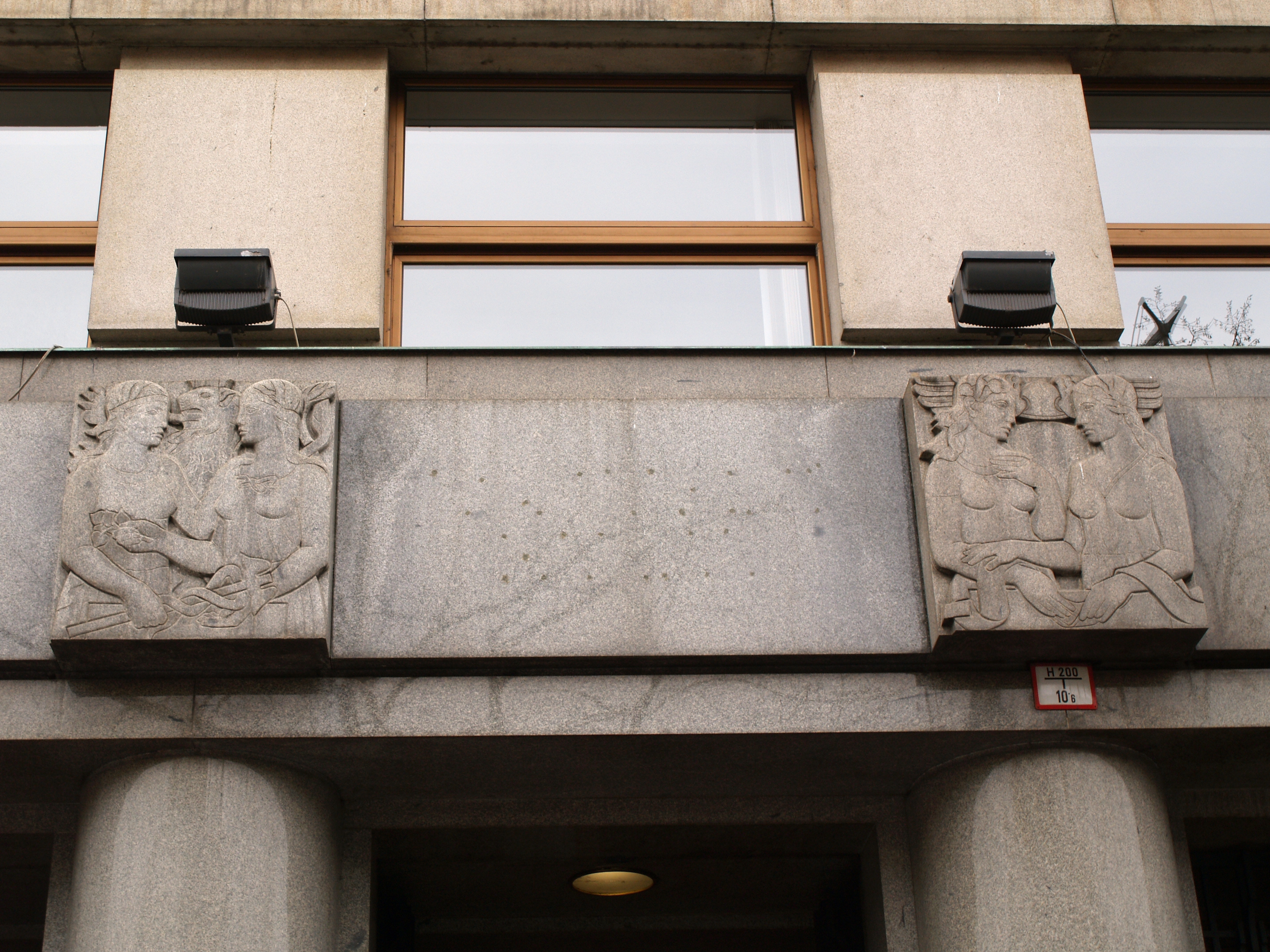
Reliéfy nad vchodem do Komerční banky na Václavském náměstí
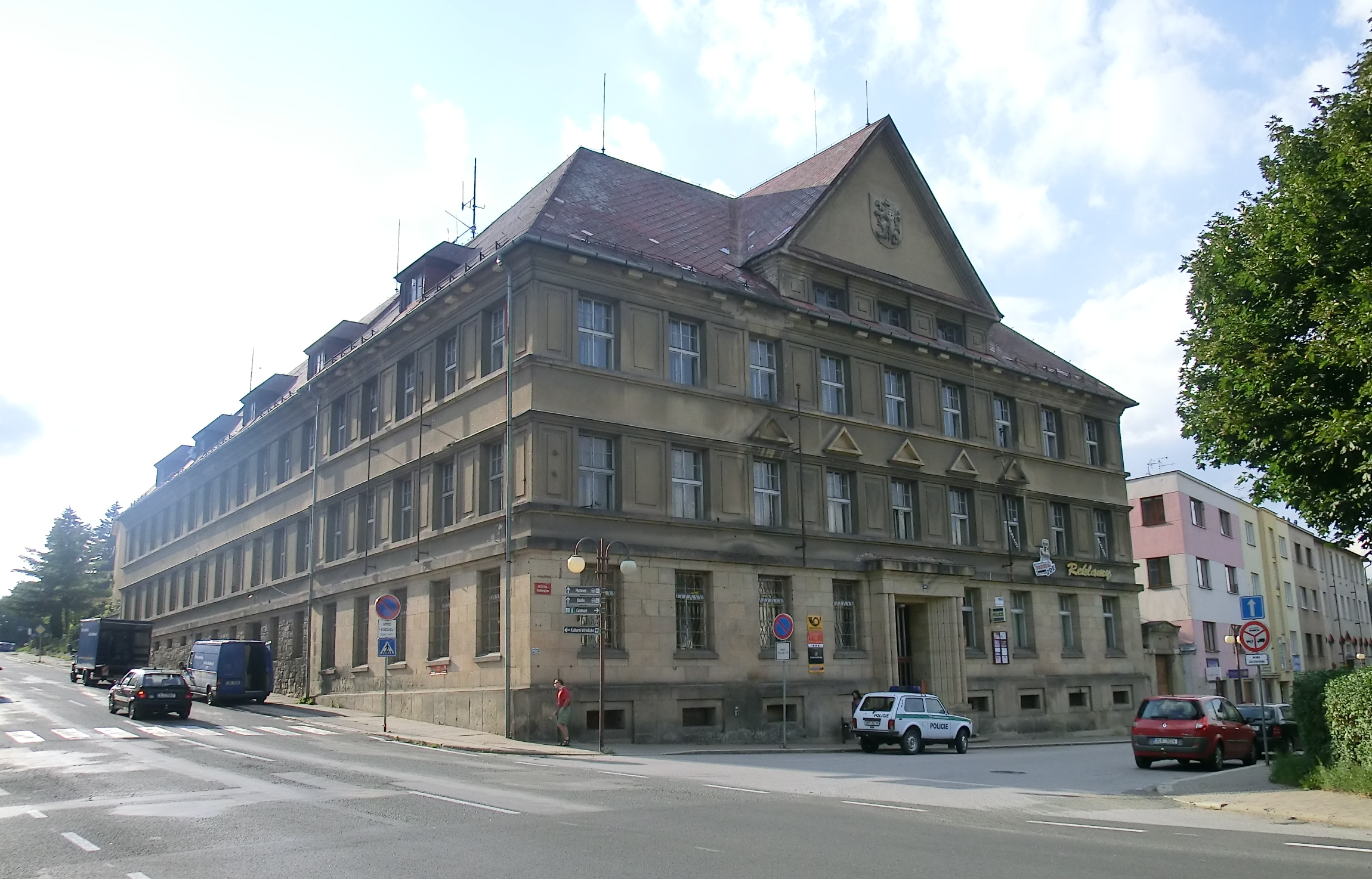
Pošta Jilemnice, původně Okresní soud v Jilemnici (stavěno 1923–1926)
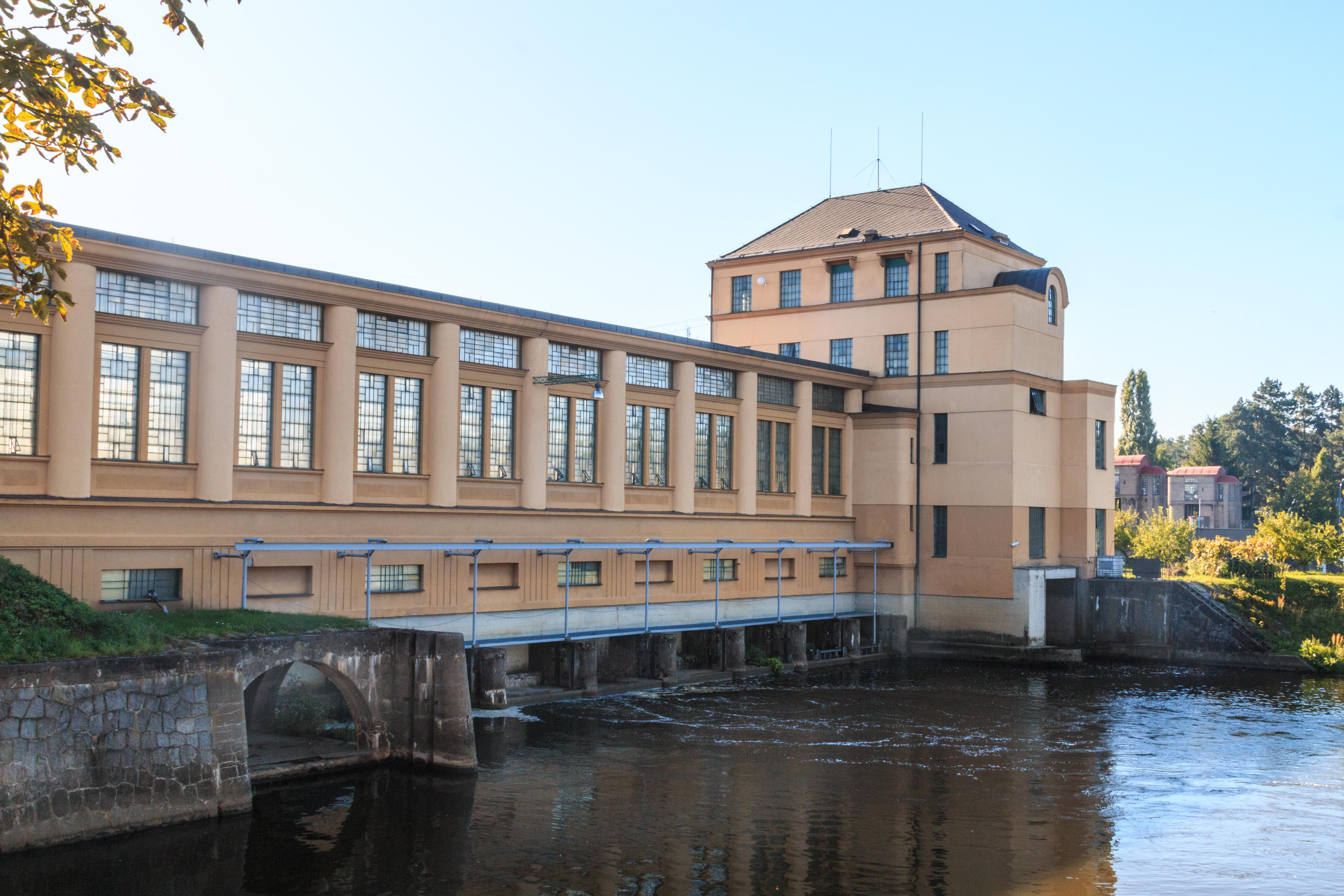
Vodní elektrárna Nymburk (spolu s Josefem Bartovským a Emilem Zimmlerem)